# 조르조 아볼라
조르조 아볼라(이탈리아어: Giorgio Avola, 1989년 5월 8일~)는 이탈리아의 펜싱 선수이다. 그는 2012년 하계 올림픽의 남자 플뢰레 단체전에 교체요원으로 참가하여 금메달을 획득하였다.